# Ann-Kathrin Lindner

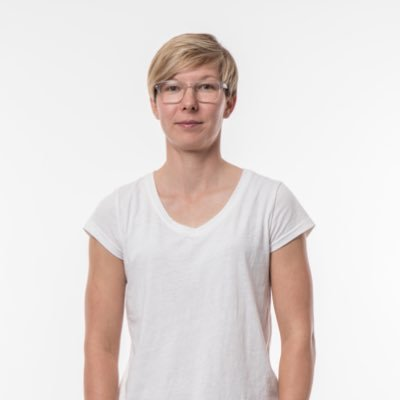
Ann-Kathrin Lindner

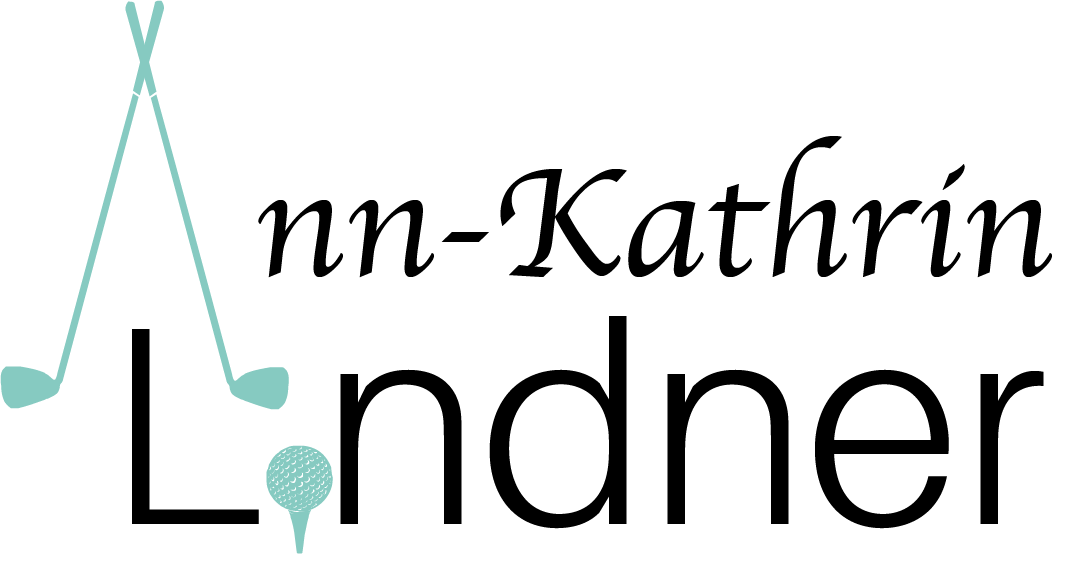
Logo von Ann-Kathrin Lindner

Ann-Kathrin „Anka“ Lindner (* 1987 in Hannover) ist eine deutsche Golfspielerin und -trainerin im Golf Club St. Leon-Rot.

## Werdegang
Ann-Kathrin „Anka“ Lindner begann 2003 im Burgdorfer Golfclub mit dem Golfspiel, beendete dort 2010 ihre Berufsausbildung zur Sport- und Fitnesskauffrau und wurde im selben Jahr aufgrund vieler regionaler und nationaler Erfolge von der Stadt Burgdorf zur Botschafterin für Sport ausgezeichnet.
Als Amateurin wurde sie mit dem Team des Golf Club St. Leon-Rot sowohl Deutsche Mannschaftsmeisterin als auch Mannschaftseuropameisterin.
Seit 2013 ist Lindner Profispielerin. Ihre Trainingsbasis ist der Golf Club St. Leon-Rot. Nach dem Sprung ins Profilager gelang Lindner 2013 bei ihrer siebten Turnierteilnahme ihr erster Sieg bei der Honma Pilsen Golf Masters (Ladies European Tour (LET)).
Nach einem Kreuzbandriss im März 2016 feierte Lindner bereits bei der ISPS Handa Ladies European Masters im September in Hubbelrath ihr Comeback vor heimischem Publikum.
Für die Saison 2017 besitzt Lindner die volle Spielberechtigung auf der Ladies European Tour.

## Auftritt beiWetten, dass..?
Bei einem Auftritt bei Wetten, dass..? am 3. Dezember 2011 chippte sie mehr Bälle in einen Basketballkorb, als der damalige Profibasketballer Heiko Schaffartzik in der gleichen Zeit Treffer von der Dreierlinie aus erzielte.

## Persönliches
Lindners stammt aus und lebt in Ehlershausen.

## Erfolge (Profi)
- 1. Platz Honma Pilsen Golf Masters 2013
- 4. Platz C Cell South African Womens Open 2014
- 5. Platz Allianz Ladies Slovak Open 2014
- 10. Platz Aberdeen Asset Management Ladies Scottish Open 2013
- 12. Platz Aberdeen Asset Management Ladies Scottish Open 2014
- 15. Platz Deloitte Ladies Open 2014
- 16. Platz Open de Espana 2013

## Erfolge (Amateur)
- 1. Platz Deutsche Mannschaftsmeisterschaft 2011, 2012
- 1. Platz European Club Cup Trophy 2011
- 1. Platz Norddeutsche Meisterschaft 2010
- 2. Platz Deutsche Meisterschaft Damen 2011, 2012
- 2. Platz French International Amateur Championship 2009
- 3. Platz Swiss Ladies Championship 2011
- 3. Platz German International Ladies Championship 2012
- 3. Platz Deutsche Lochspielmeisterschaften 2012
- 5. Platz Amateur Europameisterschaft 2012